# Val-Revermont
Val-Revermont è un comune francese del dipartimento dell'Ain della regione dell'Alvernia-Rodano-Alpi. 
È stato creato il 1º gennaio 2016 dalla fusione dei preesistenti comuni di Pressiat e Treffort-Cuisiat.
Il capoluogo è nella località di Treffort-Cuisiat.